# The Sign of the Spade
The Sign of the Spade er en amerikansk stumfilm fra 1916 af Murdock MacQuarrie.

## Medvirkende
- Allan Forrest som Howard Lamson.
- Helene Rosson som Shirley Lamson.
- Warren Ellsworth som Wallace Thorpe.
- Harvey Clark som Old Deefy / James Fenton.
- Clarence Burton som Dave Harmon.